# Списък на раздържавените след 1989 г. предприятия в Република България
Над 500 сделки са ключени в периода на промените. Това е поименен списък на предприятията раздържавени след 1989 г.
- „Елаците мед“ АД. Раздържавено през 1999 г.
- „Асарел-Медет“ АД. Раздържавено на 15 юни 1999 г.
- „Химко“ ЕАД[1]. Раздържавено през 1999 г.
- Нефтохим ЕАД,
- Петрол ЕАД
- Кремиковци ЕАД
- Метелснаб холдинг ЕАД
- Промет ЕООД
- Оптикоелектрон ЕАД
- Софарма ЕАД
- Антибиотик ЕАД
- Биовет АД
- Дружба АД
- Свилоза АД
- Оргахим АД,
- Интерхотел Гранд-хотел София АД
- Авиокомпания „Балкан АД
- Арсенал ЕАД
- Бета ЕАД
- Асарел Медет ЕАД
- Агрополихим ЕАД
- Неохим ЕАД
- Свилоза ЕАД
- Алумина ЕАД
- Русенска корабостроителница ЕАД
- Бургаски корабостроителници ЕАД
- КЦМ ЕАД
- ОЦК ЕАД
- ГОРУБСО ЕАД
- ДЗУ ЕАД